# Mario Party 8
Mario Party 8 (マリオパーティ8 , Mario Pāti Eito?) es un videojuego para la consola Wii de Nintendo. Este juego es la octava entrega para consolas de sobremesa (novena en general) de la aclamada saga de videojuegos de tablero Mario Party. La fecha de salida de este juego en Norteamérica fue el 29 de mayo de 2007 y su salida en Europa fue el 22 de junio de 2007.

## Historia y personajes
- Mario
- Luigi
- Peach
- Daisy
- Wario
- Waluigi
- Yoshi
- Birdo
- Toad
- Toadette
- Boo
- Dry Bones (Huesitos)
- Hammer Bro (Hermano Martillo) (nuevo; desbloqueable)
- Blooper (nuevo; desbloqueable)
- Mii (nuevo, solo en Pabellón Extras)

Este es el único juego de la serie Mario Party en el que Blooper y los Mii son personajes jugables.

## Casillas
- Casilla Azul: Si caes en una de ellas, recibirás 3 monedas. A partir del tramo final, las monedas que recibas se duplicarán.
- Casilla Roja: Si caes en una de ellas, perderás 3 monedas. A partir del tramo final, las monedas que pierdas se duplicarán.
- Casilla Verde: Si caes en una de ellas, se producirá un evento sorpresa, que variará dependiendo del tablero y la ubicación de la casilla.
- Casilla de la suerte: Esta casilla activa un evento de suerte, que te llevará a la zona secreta de cada tablero.
- Casilla DK: Si caes en una de ellas, Donkey Kong acudirá en tu ayuda, donde podrás ganar monedas. Después, todas las Casillas DK se convertirán en Casillas de Bowser.
- Casilla de Bowser: Si caes en una de ellas, Bowser aparecerá y colocará la estrella en otro lugar del tablero. Después, todas las Casillas de Bowser volverán a convertirse en Casillas DK.
- Casilla de enfrentamiento: Si caes en una de ellas, se iniciará un Minijuego de Duelo. El ganador robará monedas al perdedor. Solo disponible en la Batalla a Duelos y Batalla Estelar.
- Casilla de desafío: Si caes en una de ellas, se iniciará un minijuego de Desafío. Si ganas, podrás conseguir monedas por haber ganado. Solamente disponible en la Batalla a Duelos y Batalla Estelar.

## Caramelos
Antes de golpear el dado, puedes optar por comer caramelos y causar distintos efectos. En la "Batalla Real", "Batalla a Duelos" y "Batalla Estelar", cada jugador puede acumular hasta tres caramelos. En la Batalla por parejas, cada equipo puede acumular hasta cinco caramelos. Si recoges más del límite, tendrás que tirar un caramelo.

### Envoltorio rojo - Afecta al dado
- Caramelo Doblemelo: Te permite golpear dos dados.
- Caramelo Triplemelo: Te permite golpear tres dados.
- Caramelo Lentamelo: Hace que el dado sólo muestre números del 1 al 5 y lo hace rodar lentamente para que puedas obtener el que desees.

### Envoltorio verde - Causa un impacto antes de que te muevas
- Caramelo Saltamelo: Convierte tus piernas en muelles, para que puedas saltar hasta la casilla de un rival. Una ruleta escogerá al azar hacia qué rival saltar.
- Caramelo Ruinamelo: Lanza un rayo a un rival o al equipo contrario que destruirá la mitad de las monedas que tiene.
- Caramelo Vampimelo: Te convierte en un vampiro que te da la posibilidad de robar monedas a tus rivales. Aparecerá una ruleta  para decidir qué número de monedas robaras a todos los demás jugadores

### Envoltorio amarillo - Causa un impacto mientras te mueves
- Caramelo Bancomelo: Te convierte en un personaje pixelado con el que ganarás tres monedas cada vez que te muevas.
- Caramelo Huracamelo: Te convierte en un tornado que lleva a cada rival con el que te cruces al inicio del tablero.
- Caramelo Bolamelo: Te convierte en una bola que robará 10 monedas a cada jugador con el que te cruces.
- Caramelo Robamelo: Te convierte en tres clones diminutos de tu personaje que robarán un caramelo a cada rival con el que te cruces.

### Envoltorio azul - Causa un gran impacto mientras te mueves
- Caramelo Thwomp: Te transforma en un Thwomp que destruirá la mitad de las monedas de cada rival con el que te cruces.
- Caramelo Balamelo: Te transforma en un Bill Bala que te permite golpear tres dados, robando una estrella a cada rival con el que te cruces.
- Caramelo Bowser: Te transforma en una versión de Bowser de tu personaje que te permite golpear dos dados, robando dos estrellas a cada rival con el que te cruces.
- Caramelo Duelomelo: Te transforma en un personaje ardiente que te permite golpear dos dados. Se iniciará un Minijuego de Enfrentamiento o Duelo en el que lucharás con el rival con el que te cruces. El ganador podrá robar monedas o estrellas al perdedor. Una ruleta escogerá al azar qué apostar.

## Tableros
Cada tablero tiene desafíos exclusivos y obstáculos que se interponen en tu camino hacia las estrellas y la victoria.

### Tableros Iniciales
- Templo Kong
- Tablero del Tesoro
- Mansión Maldita del Rey Boo
- Expreso de Shy Guy
- Koopachópolis

### Tableros Desbloqueables
- Galaxia Bowser (Completar la Batalla Estelar)